# Elif Şafak
Elif Şafak (ur. 25 października 1971 w Strasburgu) – turecka powieściopisarka, felietonistka, nauczycielka akademicka (doktor nauk politycznych) i feministka, uznawana za najlepszą współczesną pisarkę turecką, jedna z najpopularniejszych tureckich autorek obok Orhana Pamuka, który nazwał ją „najlepszą turecką pisarką ostatniej dekady”.

## Życiorys
Urodziła się we Francji, gdzie przez pewien czas mieszkała. Rodzice rozwiedli się krótko po jej narodzinach. Pozostała z matką, która wychowywała ją wraz z babcią. Wychowała się w Hiszpanii, do której wyjechała w wieku 8 lat, gdzie jej matka, pracująca wcześniej jako nauczycielka, została dyplomatką. Tam uczęszczała do szkoły międzynarodowej. Mając 18 lat przyjęła jako swoje nazwisko drugie imię matki, odrzucając nazwisko ojca, z którym nie czuła się związana. Wykładała na University of Arizona. Ukończyła studia z zakresu gender studies i stosunków międzynarodowych na Bliskowschodnim Uniwersytecie Technicznym w Ankarze. Na tym samym uniwersytecie obroniła pracę doktorską Analiza tureckiej modernizacji z perspektywy dyskursu o męskości. Stypendystka Mount Holyoke College. Pracowała jako visiting scholar na University of Michigan w Ann Arbor. W 2013 była gościem pierwszej edycji Big Book Festival.
Debiutem literackim Şafak było opublikowane w 1994 opowiadanie Kem Gözlere Anadolu. Jej pierwsza powieść – Pinhan została w 1998 nagrodzona nagrodą Mevlana, przyznawaną najlepszym dziełom z zakresu literatury mistycznej. Za powieść Mahrem zdobyła w 2000 nagrodę Związku Pisarzy Tureckich. Kolejna powieść Bit Palas (Pchli pałac) stała się w Turcji bestsellerem i jest najczęściej tłumaczoną powieścią Şafak (także na język polski).
Jej dzieła były tłumaczone jak dotąd na 12 języków. Pisze artykuły dla wielu czasopism, m.in. The Guardian, Le Monde, Berliner Zeitung, The New York Times i The Wall Street Journal.
W swojej twórczości porusza m.in. tematy „niemedycznych stron macierzyństwa” takich jak wykluczenie matek ze sfery społecznej i zawodowej. Język turecki uznaje za „język emocji” oraz „magii”, angielski zaś za „język emocji” i „logiki”. W twórczości tureckojęzycznej łączy język turecki po reformie oraz ten używany w Imperium osmańskim (z naleciałościami arabskimi i perskimi). Uważa, iż nie podoba jej się, „że można wziąć słownik i powiedzieć: te słowa od dziś nie obowiązują, wyrzucamy je”. Przyznaje, że trudno jej pisać w języku angielskim.

## Życie prywatne
Jej mężem jest redaktor naczelny dużej tureckiej gazety. Ich ślub odbył się w Berlinie. Mają córkę i syna. Depresję poporodową po urodzeniu córki opisała w powieści Czarne mleko, którą zaczęła pisać 8 miesięcy po porodzie. Mieszka w Stanach Zjednoczonych (m.in. Nowym Jorku) oraz Stambule. Jest sufistką, o czym wspominała na konferencji TED w 2010.
Twierdzi, że feministką została „w sposób naturalny”, choć nie określała siebie w ten sposób; „feministycznym” nazywano za to jej sposób myślenia oraz twórczość. Przyznaje, że staje się „feministką do bólu”, kiedy pomniejsza się jego znaczenie, jednakże „ma poczucie, że się dusi” przebywając wśród samych feministek. Şafak krytykuje administracyjny zakaz noszenia przez kobiety chust na tureckich uniwersytetach uważając, że „nie każda kobieta nosi chustę z powodów politycznych. Nie każda dlatego, że jest ofiarą represji - są i takie, które walczą o prawo do jej noszenia przeciwko swoim mężom”.

## Bękart ze Stambułu
W 2006 ukazała się kolejna książka Şafak pt. The Bastard of Istanbul (pl. Bękart ze Stambułu). Po jej wydaniu, na podstawie art. 301 tureckiego kodeksu karnego, wytoczono pisarce proces oskarżając ją o „szkalowanie tureckości” z powodu opisania ludobójstwa Ormian. Zarzuty zostały szybko oddalone. Dotyczyły one jednego zdania z powieści:

Jestem wnuczką ocalałych z masakry, reszta rodziny zginęła w dziewięćset piętnastym, ale zrobiono mi pranie mózgu, żebym się wyrzekła pamięci o tym ludobójstwie, bo wychował mnie jakiś Turek imieniem Mustafa.

## Dzieła
- 1994: Kem Gözlere Anadolu
- 1997: Pinhan (wyd. pol. Sufi, 2013, tłum. Anna Akbike Sulimowicz)
- 1999: Şehrin Aynaları (wyd. pol. Lustra miasta, 2011, tłum. Anna Akbike Sulimowicz)
- 2000: Mahrem (Spojrzenie)
- 2002: Bit Palas (wyd. pol. Pchli pałac, 2009, tłum. Anna Akbike Sulimowicz)
- 2004: Araf (wyd. pol. Araf, 2017, tłum. Jerzy Kozłowski)
- 2004: Beşpeşe
- 2004: The Saint of Incipient Insanities
- 2005: Med-Cezir
- 2006: Baba ve Piç (wyd. pol. Bękart ze Stambułu, 2010, tłum. z ang. Michał Kłobukowski)
- 2007: Siyah Süt, (wyd. pol.  Czarne mleko : o pisaniu, macierzyństwie i wewnętrznym haremie, 2011, tłum. Natalia Wiśniewska)
- 2009: Aşk
- 2010: Kâğıt Helva
- 2011: İskender, (wyd. pol. Honor, 2013, tłum. Maciej Świerkocki)
- 2012: Forty rules of love. A novel of Rumi (wyd. pol. Czterdzieści zasad miłości, 2012, tłum. Ewa Elżbieta Nowakowska)
- 2013: Ustam ve Ben (wyd. pol. Uczeń architekta, 2016, tłum. Jerzy Kozłowski)
- 2014: Sakız Sardunya (wyd. pol. Dziewczynka, która nie lubiła swojego imienia, 2022, tłum. Agnieszka Ayşen Kaim)
- 2016: Havva'nın Üç Kızı
- 2018: Sanma ki Yalnızsın
- 2019: On Dakika Otuz Sekiz Saniye (wyd. pol. 10 minut i 38 sekund na tym dziwnym świecie, 2020, tłum. Natalia Wiśniewska)
- 2021: The Island of Missing Trees (wyd. pol. Wyspa zaginionych drzew, 2022, tłum. Natalia Wiśniewska)
- 2024: There Are Rivers in the Sky (wyd. pol. Tam na niebie są rzeki, 2025, tłum. Natalia Wiśniewska)